# 默孔
默孔（法語：Meucon，法語發音：[møkɔ̃]）是法国莫尔比昂省的一个市镇，位于该省南部，属于瓦讷区。

## 地理
默孔（47°43'1"N, 2°45'51"W）面积5.73 平方千米，位于法国布列塔尼大區莫尔比昂省，该省份为法国西北部沿海省份，位于布列塔尼半岛南部，北起阿摩尔滨海省、西接菲尼斯泰尔省，南濒大西洋，东南接大西洋卢瓦尔省，东临伊勒-维莱讷省。
与默孔接壤的市镇（或旧市镇、城区）包括：洛克马里亚格朗尚、洛凯尔塔斯、圣阿韦、普莱斯科普、格朗尚。

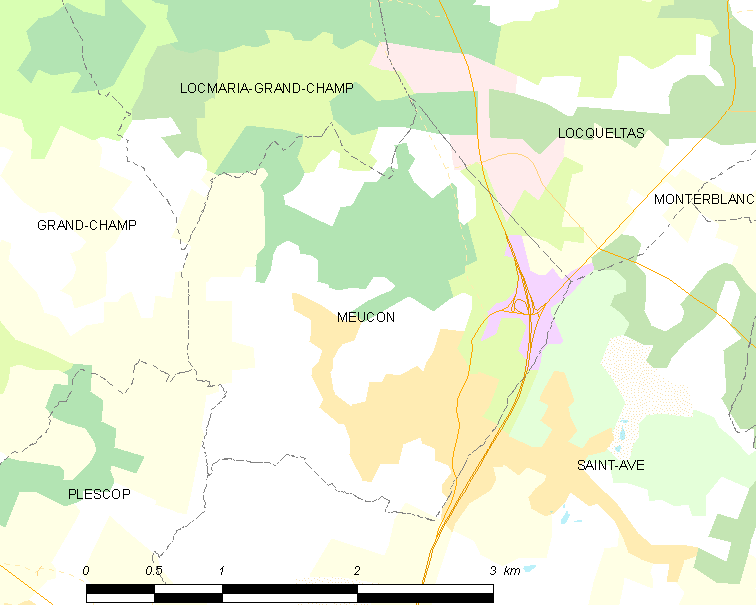
默孔的OSM定位图

默孔的时区为UTC+01:00、UTC+02:00（夏令时）。

## 行政
默孔的邮政编码为56890，INSEE市镇编码为56132。

## 政治
默孔所属的省级选区为瓦讷第三县。

## 人口

1962-2008年间默孔人口变化图示

默孔于2022年1月1日时的人口数量为2278人。